# Sindaci di Messina
Di seguito l'elenco cronologico dei sindaci di Messina e delle altre figure apicali equivalenti che si sono succedute nel corso della storia.

## Regno d'Italia (1861-1946)
| Periodo          | Periodo          | Primo cittadino                      | Partito                    | Carica                                     | Note                                                      |
| ---------------- | ---------------- | ------------------------------------ | -------------------------- | ------------------------------------------ | --------------------------------------------------------- |
| 1860             | 1863             | Felice Silipigni                     |                            | Sindaco                                    | -                                                         |
| 1863             | 1867             | Giuseppe Natoli                      | Destra storica             | Sindaco                                    | -                                                         |
| 1867             | 1870             | Giuseppe Cianciafara                 | Destra storica             | Sindaco                                    | -                                                         |
| 1870             |                  | Francesco Giojeni D'Angiò            |                            | Regio Commissario                          | -                                                         |
| 1870             | 1873             | Giuseppe Cianciafara                 | Destra storica             | Sindaco                                    | -                                                         |
| 1873             | 1876             | Felice Silipigni                     |                            | Sindaco                                    | -                                                         |
| 1876             |                  | Francesco Minoia                     |                            | Regio Commissario                          | -                                                         |
| 1877             | 1882             | Giuseppe Cianciafara                 | Destra storica             | Sindaco                                    | -                                                         |
| 1883             | 1886             | Ernesto Cianciolo                    |                            | Sindaco                                    | -                                                         |
| 1886             | 1887             | Giacomo Natoli                       |                            | Sindaco                                    | -                                                         |
| 1887             |                  | Sormanni                             |                            | Regio Commissario                          | -                                                         |
| 1888             |                  | Ernesto Cianciolo                    |                            | Sindaco                                    | -                                                         |
| 1891             | 1892             | Paolo Spadaro                        |                            | Regio Commissario                          | -                                                         |
| 1892             | 1893             | Salvatore Marullo                    |                            | Sindaco                                    | -                                                         |
| 1893             |                  | Giacomo Natoli                       |                            | Sindaco                                    | -                                                         |
| 1894             |                  | Francesco Marzi                      |                            | Regio Commissario                          | -                                                         |
| 1894             | 1895             | Giacomo Natoli                       |                            | Sindaco                                    | -                                                         |
| 1895             |                  | Salvatore Marullo                    |                            | Sindaco                                    | -                                                         |
| 1895             | 1896             | Gaetano Loffredo                     |                            | Prosindaco                                 | -                                                         |
| 1896             | 1897             | Gaetano D'Arrigo                     |                            | Sindaco                                    | -                                                         |
| 1897             | 1899             | Giuseppe Arigò                       | AML                        | Sindaco                                    | -                                                         |
| 1900             |                  | Antonino Martino                     | PRI                        | Sindaco                                    | -                                                         |
| 1900             |                  | Giulio Cacciò                        |                            | Regio Commissario                          | -                                                         |
| 1900             |                  | Antonino De Giorgio                  |                            | Regio Commissario                          | -                                                         |
| 1900             | 1904             | Antonino Martino                     | PRI                        | Sindaco                                    | -                                                         |
| 1904             |                  | Edoardo Verdinois                    |                            | Regio Commissario                          | -                                                         |
| 1905             |                  | Salvatore Marullo                    |                            | Sindaco                                    | -                                                         |
| 1905             | 1906             | Antonino Martino                     | PRI                        | Sindaco                                    | -                                                         |
| 1906             |                  | Giuseppe Cardin Fontana              |                            | Regio Commissario                          | -                                                         |
| 1906             |                  | Enrico Martines                      |                            | Sindaco                                    | -                                                         |
| 1907             | 1909             | Gaetano D'Arrigo                     |                            | Sindaco                                    | Destituito dal re Vittorio Emanuele III il 2 gennaio 1909 |
| Gennaio 1909     | Febbraio 1909    | Francesco Mazza                      |                            | Commissario Straordinario con pieni poteri | Stato d'assedio fino a febbraio 1909 causa Terremoto      |
| 1909             |                  | Nicola De Bernardis                  |                            | Regio Commissario                          |                                                           |
| 1909             | 1913             | Alessandro Salvadori                 |                            | Regio Commissario                          | -                                                         |
| 1913             |                  | Gian Silvestro Pulejo                |                            | Sindaco                                    | -                                                         |
| 1913             |                  | Michele Serra                        |                            | Regio Commissario                          | -                                                         |
| 1913             | 1914             | Francesco Crispo Moncada             |                            | Regio Commissario                          | -                                                         |
| 1914             | 1919             | Antonino Martino                     | PRI                        | Sindaco                                    | -                                                         |
| 1919             |                  | Manlio Presti                        |                            | Regio Commissario                          | -                                                         |
| 1919             |                  | Eduardo D'Arienzo                    |                            | Regio Commissario                          | -                                                         |
| 1920             | 1923             | Giuseppe Oliva                       |                            | Sindaco                                    | -                                                         |
| 1923             | 1924             | Alfonso Denza                        |                            | Sindaco                                    | -                                                         |
| 1924             | 1927             | Giuseppe Li Voti                     | PNF                        | Podestà                                    | -                                                         |
| 1927             | 1928             | Damiano Cottalasso                   |                            | Commissario Prefettizio                    | -                                                         |
| 1928             | 1933             | Vincenzo Salvadore                   | PNF                        | Podestà                                    | -                                                         |
| 1933             | 1934             | Ernesto Cianciolo                    |                            | Regio Commissario                          | -                                                         |
| 1935             |                  | Gian Augusto Vitelli                 |                            | Regio Commissario                          | -                                                         |
| 7 aprile 1935    | 1º maggio 1943   | Ferdinando Stagno Monroy d'Alcontres | PNF                        | Podestà                                    | -                                                         |
| 1º maggio 1943   | 31 luglio 1943   | Giuseppe Carlo Catalano              |                            | Commissario straordinario                  | -                                                         |
| 31 luglio 1943   | 20 agosto 1943   | Francesco Miceli                     |                            | Commissario straordinario                  | -                                                         |
| 20 agosto 1943   | 1º febbraio 1944 | Francesco Miceli                     |                            | Sindaco                                    | -                                                         |
| 1º febbraio 1944 | 1945             | Placido Lauricella                   |                            | Sindaco                                    | -                                                         |
| 1945             | giugno 1945      | Giuseppe Basile                      |                            | Sindaco                                    | -                                                         |
| giugno 1945      | 1947             | Ignazio De Salvo                     | Fronte dell'Uomo Qualunque | Sindaco                                    | -                                                         |

## Repubblica Italiana (dal 1946)
| Sindaci eletti dal Consiglio comunale (1946-1994)    | Sindaci eletti dal Consiglio comunale (1946-1994) | Sindaci eletti dal Consiglio comunale (1946-1994) | Sindaci eletti dal Consiglio comunale (1946-1994) | Sindaci eletti dal Consiglio comunale (1946-1994) | Sindaci eletti dal Consiglio comunale (1946-1994) | Sindaci eletti dal Consiglio comunale (1946-1994) | Sindaci eletti dal Consiglio comunale (1946-1994) | Sindaci eletti dal Consiglio comunale (1946-1994) |
| Nominativo                                           | Nominativo                                        | Partito                                           | Partito                                           | Partito                                           | Partito                                           | Mandato                                           | Mandato                                           | Elezione                                          |
| Nominativo                                           | Nominativo                                        | Partito                                           | Partito                                           | Partito                                           | Partito                                           | Inizio                                            | Fine                                              | Elezione                                          |
| ---------------------------------------------------- | ------------------------------------------------- | ------------------------------------------------- | ------------------------------------------------- | ------------------------------------------------- | ------------------------------------------------- | ------------------------------------------------- | ------------------------------------------------- | ------------------------------------------------- |
|                                                      | Giuseppe Ciraolo                                  | Lista della Madonnina                             | Lista della Madonnina                             | Lista della Madonnina                             | Lista della Madonnina                             | 14 gennaio 1947                                   | giugno 1947                                       | Elezione 1946                                     |
|                                                      | Giuseppe Basile                                   | Unione Democratica                                | Unione Democratica                                | Unione Democratica                                | Unione Democratica                                | giugno 1947                                       | marzo 1951                                        | Elezione 1946                                     |
|                                                      | Carmelo Fortino                                   |                                                   | Democrazia Cristiana                              | Democrazia Cristiana                              | Democrazia Cristiana                              | luglio 1952                                       | giugno 1956                                       | Elezione 1952                                     |
|                                                      | Michelangelo Trimarchi                            |                                                   | Democrazia Cristiana                              | Democrazia Cristiana                              | Democrazia Cristiana                              | giugno 1956                                       | dicembre 1960                                     | Elezione 1956                                     |
|                                                      | Carlo Stagno d'Alcontres                          |                                                   | Democrazia Cristiana                              | Democrazia Cristiana                              | Democrazia Cristiana                              | dicembre 1960                                     | marzo 1961                                        | Elezione 1960                                     |
|                                                      | Oscar Andò                                        |                                                   | Democrazia Cristiana                              | Democrazia Cristiana                              | Democrazia Cristiana                              | marzo 1961                                        | dicembre 1962                                     | Elezione 1960                                     |
|                                                      | Domenico La Corte                                 | ?                                                 | ?                                                 | ?                                                 | ?                                                 | dicembre 1962                                     | febbraio 1964                                     | Elezione 1960                                     |
|                                                      | Francesco Monaco (Commissario straordinario)      | –                                                 | –                                                 | –                                                 | –                                                 | febbraio 1964                                     | marzo 1965                                        | –                                                 |
|                                                      | Francesco Saija                                   |                                                   | Partito Liberale Italiano                         | Partito Liberale Italiano                         | Partito Liberale Italiano                         | marzo 1965                                        | 20 luglio 1965                                    | Elezione 1964                                     |
|                                                      | Antonino Interdonato (Prosindaco)                 |                                                   | Partito Socialista Democratico Italiano           | Partito Socialista Democratico Italiano           | Partito Socialista Democratico Italiano           | 20 luglio 1965                                    | 28 settembre 1965                                 | Elezione 1964                                     |
|                                                      | Benedetto Celeste                                 | ?                                                 | ?                                                 | ?                                                 | ?                                                 | 28 settembre 1965                                 | agosto 1969                                       | Elezione 1964                                     |
|                                                      | Baldassarre Bonanno                               | Democrazia Cristiana                              | Democrazia Cristiana                              | Democrazia Cristiana                              | Democrazia Cristiana                              | agosto 1969                                       | settembre 1970                                    | Elezione 1964                                     |
|                                                      | Giuseppe Merlino                                  |                                                   | Democrazia Cristiana                              | Democrazia Cristiana                              | Democrazia Cristiana                              | 1970                                              | 1975                                              | Elezione 1970                                     |
| 1975                                                 | Giuseppe Merlino                                  | 23 agosto 1976                                    | Democrazia Cristiana                              | Democrazia Cristiana                              | Democrazia Cristiana                              | Elezione 1975                                     |                                                   |                                                   |
|                                                      | Giuseppe Germanà (Prosindaco)                     | ?                                                 | ?                                                 | ?                                                 | ?                                                 | Elezione 1975                                     | 23 agosto 1976                                    | 29 settembre 1976                                 |
|                                                      | Antonio Andò                                      |                                                   | Democrazia Cristiana                              | Democrazia Cristiana                              | Democrazia Cristiana                              | Elezione 1975                                     | 29 settembre 1976                                 | 1980                                              |
| 1980                                                 | Antonio Andò                                      | 1985                                              | Democrazia Cristiana                              | Democrazia Cristiana                              | Democrazia Cristiana                              | Elezione 1980                                     |                                                   |                                                   |
| 1985                                                 | Antonio Andò                                      | maggio 1987                                       | Democrazia Cristiana                              | Democrazia Cristiana                              | Democrazia Cristiana                              | Elezione 1985                                     |                                                   |                                                   |
|                                                      | Mario Bonsignore                                  |                                                   | Democrazia Cristiana                              | Democrazia Cristiana                              | Democrazia Cristiana                              | Elezione 1985                                     | maggio 1987                                       | 1990                                              |
| 1990                                                 | Mario Bonsignore                                  | 12 agosto 1993                                    | Democrazia Cristiana                              | Democrazia Cristiana                              | Democrazia Cristiana                              | Elezione 1990                                     |                                                   |                                                   |
|                                                      | Salvatore Leonardi                                |                                                   | Democrazia Cristiana                              | Democrazia Cristiana                              | Democrazia Cristiana                              | Elezione 1990                                     | 12 agosto 1993                                    | 1º luglio 1994                                    |
| Sindaci eletti direttamente dai cittadini (dal 1994) |                                                   |                                                   |                                                   |                                                   |                                                   |                                                   |                                                   |                                                   |
| Nominativo                                           | Nominativo                                        | Partito                                           | Partito                                           | Coalizione                                        | Coalizione                                        | Mandato                                           | Mandato                                           | Elezione                                          |
| Nominativo                                           | Nominativo                                        | Partito                                           | Partito                                           | Coalizione                                        | Coalizione                                        | Inizio                                            | Fine                                              | Elezione                                          |
|                                                      | Francesco Providenti                              |                                                   | Partito Popolare Italiano                         |                                                   | PPI-PRI-PDS-PRC-FdV                               | 1º luglio 1994                                    | 28 maggio 1998                                    | Elezione 1994                                     |
|                                                      | Salvatore Leonardi                                |                                                   | Centro Cristiano Democratico                      |                                                   | FI-AN-UDC-CDR-NPSI                                | 28 maggio 1998                                    | 29 maggio 2003                                    | Elezione 1998                                     |
|                                                      | Giuseppe Buzzanca                                 |                                                   | Alleanza Nazionale                                |                                                   | FI-AN-UDC-NPSI-PRI                                | 29 maggio 2003                                    | 24 novembre 2003                                  | Elezione 2003                                     |
|                                                      | Bruno Sbordone (Commissario straordinario)        | –                                                 | –                                                 | –                                                 | –                                                 | 22 dicembre 2003                                  | 14 dicembre 2005                                  | –                                                 |
|                                                      | Francantonio Genovese                             |                                                   | Democrazia è Libertà - La Margherita              |                                                   | DL-DS-UDEUR-SDI-PRC                               | 14 dicembre 2005                                  | 8 ottobre 2007                                    | Elezione 2005                                     |
|                                                      | Gaspare Sinatra (Commissario straordinario)       | –                                                 | –                                                 | –                                                 | –                                                 | 24 ottobre 2007                                   | 20 giugno 2008                                    | –                                                 |
|                                                      | Giuseppe Buzzanca                                 |                                                   | Il Popolo della Libertà                           |                                                   | PdL-MpA-UdC-L. civiche                            | 20 giugno 2008                                    | 31 agosto 2012                                    | Elezione 2008                                     |
|                                                      | Luigi Croce (Commissario straordinario)           | –                                                 | –                                                 | –                                                 | –                                                 | 17 settembre 2012                                 | 25 giugno 2013                                    | –                                                 |
|                                                      | Renato Accorinti                                  |                                                   | Indipendente                                      |                                                   | L. civica di sinistra                             | 25 giugno 2013                                    | 26 giugno 2018                                    | Elezione 2013                                     |
|                                                      | Cateno De Luca                                    |                                                   | Sicilia Vera                                      |                                                   | SV-L. civiche                                     | 26 giugno 2018                                    | 14 febbraio 2022                                  | Elezione 2018                                     |
|                                                      | Leonardo Santoro (Commissario straordinario)      | –                                                 | –                                                 | –                                                 | –                                                 | 23 febbraio 2022                                  | 16 giugno 2022                                    | –                                                 |
|                                                      | Federico Basile                                   |                                                   | Sicilia Vera                                      |                                                   | SV-LSP-PRI-L. civiche                             | 16 giugno 2022                                    | in carica                                         | Elezione 2022                                     |